# بوبان يانكوفيتش
بوبان يانكوفيتش (بالصربية: Слободан Јанковић) مواليد 15 ديسمبر 1963 في جمهورية صربيا الاشتراكية، جمهورية يوغوسلافيا الاشتراكية الاتحادية - الوفاة 28 يونيو 2006، كان لاعب كرة سلة صربي. بدأ مسيرته الاحترافية في سنة 1980. بلغ طوله 6 قدم 7 بوصة (2.0 م). اعتزل اللعب في 1993. لعب مع نادي ريد ستار لكرة السلة ونادي بانيونيس لكرة السلة.